# Glamorgan

Vlag van Glamorgan

Wapen

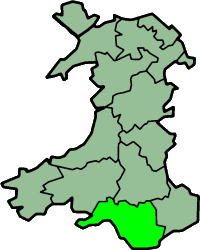
Gebied van het historische Glamorgan

Glamorgan, soms ook Glamorganshire (Welsh: Morgannwg of  Sir Forgannwg), is een van de dertien historische graafschappen van Wales. In 1972 werd het verdeeld in drie graafschappen: West Glamorgan, Mid Glamorgan en South Glamorgan.  Thans is het verder verdeeld in zeven bestuurlijke hoofdgebieden: 
- West Glamorgan: Swansea en Neath Port Talbot
- Mid Glamorgan: Bridgend, Merthyr Tydfil en Rhondda Cynon Taf
- South Glamorgan: Cardiff en Vale of Glamorgan.